# Гвили Андре
Гвили Андре (англ. Gwili Andre урождённая Гурли Ингеборга Элна Андреасен дат. Gurli Ingeborg Elna Andreasen; 4 февраля 1907, Фредериксберг, Дания — 5 февраля 1959, Венис, Калифорния, США) — датская модель и актриса 1930-х годов снявшаяся в ряде голливудских фильмов.

## Биография

### Ранние годы
Родилась 4 февраля 1907 года Фредериксберге в семье Карла Акселя Андресена и его жены Эммы Мари Эллен Сёренсен Бруун. Родители поженились в 1904 году и развелись в 1917. Гурли имела двух сестёр.

### Карьера
Получив опыт работы фото-моделью в Европе Андре отправляется в США с целью утвердиться в киноиндустрии. В 1930 году со своим первым мужем переезжает в Нью-Йорк, где, как сообщается была замечена Дэвидом Селзником на одной из премьер Бродвейского театра. Селзника покорила её красота и он пригласил Гвили на кинопробу.
Она подписала контракт с RKO Pictures и в 1932 году дебютировала ролями в фильмах Рёв дракона и Секреты французской полиции.
В то время как её поразительная внешность была сравнима с Гретой Гарбо и Марлен Дитрих, актёрское мастерство Андре вызывало негативные отзывы критиков. Один газетный обозреватель назвал её "чопорной, бесцветной и совершенно бездарной актрисой". Несмотря на плохие отзывы RKO использовали гламурную внешность Гвили для продвижения её карьеры. Обширная рекламная кампания обеспечила широкую известность у американской публике, но её следующая роль в картине Никакая другая женщина (1933), с Айрин Данн не оправдала ожиданий студии. В течение последующих нескольких лет она снималась в ролях второго плана.

### Личная жизнь
Андре была в браке дважды. В 1929 году вышла замуж за риэлтора Стани́слава Млотковского. Они расстались в 1930 году и развелись в 1935. В 1943 году Андре вышла замуж за инженера Уильяме Далласе Кроссе-младшем. В феврале 1944 года у них родился сын - Питер Лэнс Кросс. Второй брак продлился пять лет - они развелись в 1948 году.

### Последующие годы и смерть
После развода с вторым мужем возвращалась с сыном в Данию, но вскоре вновь возвращалась в США, имея планы на продолжение карьеры. Проживала одна в квартире на Оушен Фронт Уолк в районе Венис, Лос-Анджелес.
5 февраля 1959 года погибла при пожаре, причина возгорания установлена не была.

## Фильмография
| Год  |   | Русское название               | Оригинальное название        | Роль                                  |
| ---- | - | ------------------------------ | ---------------------------- | ------------------------------------- |
| 1932 | ф | Рёв дракона                    | Roar of the Dragon           | Наташа / Natascha                     |
| 1932 | ф | Секреты французской полиции    | Secrets of the French Police | Эжени Дорейн / Eugenie Dorain         |
| 1933 | ф | Никакая другая женщина         | No Other Woman               | Марго Ван Диринг / Margot Van Deering |
| 1937 | ф | Встреча с парнем               | Meet the Boyfriend           | Вильма Влер / Vilma Vlare             |
| 1937 | ф | Девушка, которая говорит «нет» | The Girl Said No             | Гретхен Холман / Gretchen Holman      |
| 1941 | ф | Лицо женщины                   | A Woman's Face               | Густа / Gusta                         |
| 1942 | ф | Брат Сокола                    | The Falcon's Brother         | Диана Медфорд / Diane Medford         |